# Lauren Verbrugghe
Lauren Verbrugghe (Brasschaat, 23 december 2004) is een Belgisch acro-gymnaste.

## Levensloop
Op de Europese kampioenschappen van 2023 in het Bulgaarse Varna behaalde ze samen met Mirte Vercauteren en Sofie Jaeken goud op de 'allround', alsook op de onderdelen 'dynamiek' en 'balans'.